# Yodfat
Yodfat, Yodefat (de l'hébreu  יוֹדְפַת) ou Jotapata est un site archéologique situé en Galilée, dans le nord d Israël.

## Histoire
Durant l'Antiquité, Yodfat ou Yodefat, désigné « Jotapata » dans l'œuvre de Flavius Joseph, était un village juif fortifié de Galilée. Le village est détruit par l'Armée romaine en 67, durant la Première guerre judéo-romaine, après un siège de 47 jours. L'histoire est racontée par l'écrivain Flavius Josèphe. L'armée est commandée par Vespasien, trois légions romaines : V Macedonica, X Fretensis et XV Apollinaris. 40 000 Juifs tombent, la ville est brûlée et le reste des combattants se suicide. Flavius Josèphe est capturé par les Romains.
Le site de Yodfat est identifié pour la première fois en 1847 par Ernst Gustav Schultz (he) (1811-1851), égyptologue et consul de Prusse à Jérusalem. Les fouilles du site sont menées entre 1992 et 2000, sous la direction de Mordechai Aviam. Ils découvrent des vestiges de fortifications, des éléments de preuve de la bataille et un charnier contenant des restes humains.

### Ouvrages
- (en) Honora Howell Chapman et Zuleika Rodgers, A Companion to Josephus, John Wiley & Sons, 2016 (ISBN 978-1-4443-3533-0, lire en ligne)

### Articles
- Mordechai Aviam, « Socio-economic Hierarchy and its Economic Foundations in First Century Galilee : The Evidence from Yodefat and Gamla », dans Jack Pastor, Pnina Stern et Menahem Mor (éds.), Flavius Josephus : Interpretation and History, Leiden, Brill, coll. « Supplements to the Journal for the Study of Judaism » (no 146), 2011 (ISBN 978 90 04 19126 6), p. 29-38
- Tessel Marina Jonquière, « Josephus at Jotapata : Why Josephus Wrote What He Wrote », dans Jack Pastor, Pnina Stern et Menahem Mor (éds.), Flavius Josephus : Interpretation and History, Leiden, Brill, coll. « Supplements to the Journal for the Study of Judaism » (no 146), 2011 (ISBN 978 90 04 19126 6), p. 217-226
- Mordechai Aviam, « The archaeological illumination of Josephus’ narrative of the battles at Yodefat and Gamla », dans Zuleika Rodgers (éd.), Making History : Josephus and Historical Method, Leiden, Brill, 2007 (ISBN 9789047409069), p. 372–384